# Sunlit Youth
A Sunlit Youth az egyesült államokbeli indie rock együttes Local Natives harmadik stúdióalbuma, amelyet 2016. szeptember 9-én adott ki a Loma Vista Recordings.
A lemez felvételére 2014 és 2016 között került sor Thaiföldön, Malajziában, Nicaraguában, Hawaii-on és a kaliforniai Ojai-ban.
Az albumról négy kislemezt adtak ki; a Past Lives szerepelt a Netflix Flaked sorozatának 2016. március 11-én megjelent „7th” részében.

## Számlista
Az összes dal szerzője a Local Natives; a számok producerei a Local Natives és Brian Joseph, a továbbiak jelezve vannak. 
| 1.    | Villainy                     |                                             | 3:43 |
| 2.    | Past Lives                   |                                             | 3:43 |
| 3.    | Dark Days (Nina Perssonnal)  |                                             | 3:01 |
| 4.    | Fountain of Youth            | Rob Kirwan; Brian Joseph nem működött közre | 3:53 |
| 5.    | Masters                      | Catherine Marks                             | 4:24 |
| 6.    | Jellyfish (Moses Sumney-vel) | Little Dragon, Ryan Hahn                    | 2:50 |
| 7.    | Coins                        |                                             | 3:58 |
| 8.    | Mother Emanuel               |                                             | 3:44 |
| 9.    | Ellie Alice                  | Ryan Hahn; Brian Joseph nem működött közre  | 2:56 |
| 10.   | Psycho Lovers                | Lars Stalfors                               | 3:54 |
| 11.   | Everything All at Once       |                                             | 4:10 |
| 12.   | Sea of Years                 |                                             | 5:10 |
| 45:26 |                              |                                             |      |

| 13. | Fountain of Youth (az LNSY, a Silver Lake-i próbáik helyszínéül szolgáló épület tetején adott koncertről) | 3:53 |

## Közreműködők

### Local Natives
- Taylor Rice
- Kelcey Ayler
- Ryan Hahn – producer
- Matt Frazier
- Nik Ewing

### Gyártás
- Local Natives, Little Dragon – producerek
- Brian Joseph, Bob Kirwah, Catherine Marks, Lars Stalfols – producerek, felvétel
- Michael Harris, Dave Gaumé, Rouble Kapoor – felvétel
- Shawn Everett – felvétel, keverés
- Craig Silvey, Eduardo de la Paz – keverés
- Bob Ludwig – maszterelés
- Brian Roettinger – vezető grafikus, fotók
- Evan McQuaid – fotók
- Taylor Giali – segédgrafikus
- Ryan Whalley – tehetségkutatás
- Phil Costello – menedzser

## Helyezések
| Lista (2016)                    | Helyezés |
| ------------------------------- | -------- |
| Belgium (Ultratop Flandria)     | 98       |
| Belgium (Ultratop Vallónia)     | 92       |
| USA Billboard 200               | 23       |
| USA Top Rock Albums (Billboard) | 8        |

## Fordítás
Ez a szócikk részben vagy egészben  a   Sunlit Youth című angol Wikipédia-szócikk ezen változatának fordításán alapul.  Az eredeti cikk szerkesztőit annak laptörténete sorolja fel. Ez a jelzés csupán a megfogalmazás eredetét és a szerzői jogokat jelzi, nem szolgál a cikkben szereplő információk forrásmegjelöléseként.